# Domenico Del Frate

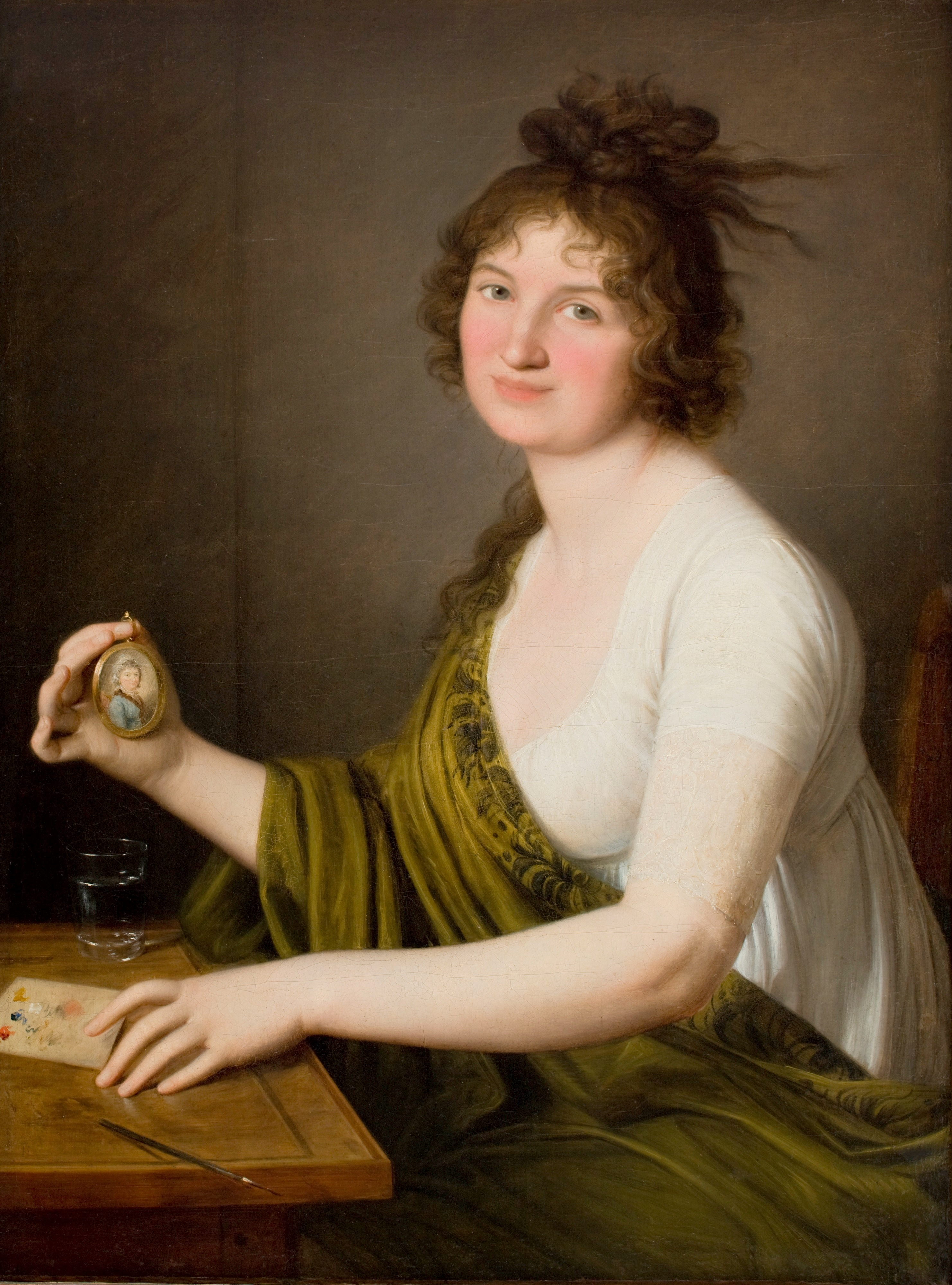
Portrait de Waleria Tarnowska, 1806.

Domenico Del Frate (Lucques,15 juin 1765 - Rome, 11 novembre 1821) est un peintre italien qui fut actif à la fin du XVIIIe et au début du  XIXe siècle.

## Biographie
Domenico Del Frate a été initié à la peinture par son père et compléta sa formation à Florence avant de partir à Rome où il devint l'élève de Bernardino Nocchi. À partir de là il commença à exprimer ses talents de fresquiste.
En 1794, Del Frate quitta Nocchi et se rapprocha d'Antonio Canova. Il s'inspira de ses œuvres afin de réaliser des dessins qui firent son succès et en 1798 et  il collabora avec lui à la décoration de l'arc de triomphe construit à Pont Saint-Ange.
De 1804 à 1806 il séjourna en Pologne où il réalisa une série de portraits pour les comtes Tarnowski (dont Waleria Tarnowska).
De retour à Rome, le 4 juillet 1813, il entra à  l'Accademia di San Luca, de laquelle il devint contrôleur de gestion.
Parmi ses dernières réalisations il faut noter la décoration d'un palais Piazza Venezia (1813-1815), sa participation à la décoration de palais du Vatican (1818) ainsi que la décoration à fresques des plafonds de cinq salles du Palais ducal de Lucques (1818-1819).
En 1821 il obtint une chaire de dessin.

## Œuvres
- Fresques, Palazzo della Consulta,
- Fresques, Palazzo Torlonia et Palazzo Massimo, Rome.
- Fresques, Palazzo Ducale, Lucques.
- Le Tombeau de la reine Marie-Christine d'Autriche par Canova (1804),

## Sources
- (it) Cet article est partiellement ou en totalité issu de l’article de Wikipédia en italien intitulé « Domenico Del Frate » (voir la liste des auteurs).